# Alchemilla omalophylla
Alchemilla omalophylla es una especie de planta del género Alchemilla, perteneciente a la familia Rosaceae.

## Taxonomía
Alchemilla omalophylla fue descrita por Serguéi Yuzepchuk en 1941.

## Distribución
Se encuentra en el territorio del Krai de Altái, República de Altái, Krai de Krasnoyarsk, Tuvá y occidente de Siberia.